# Amt Gartz (Oder)
Het Amt Gartz (Oder)  is een samenwerkingsverband van vijf gemeenten in het Landkreis Uckermark in de Duitse deelstaat Brandenburg. Het amt telt 6.724 inwoners. Het bestuurscentrum is gevestigd in de stad Gartz.

## Gemeenten
Het amt omvat de volgende gemeenten:
1. Casekow (2.317)
2. Gartz (Oder) (stad) (2.550)
3. Hohenselchow-Groß Pinnow (890)
4. Mescherin (760)
5. Tantow (748)